# Пирче
Пирче (словен. Pirče) — поселення в общині Костел, регіон Південно-Східна Словенія, Словенія. Висота над рівнем моря: 227,8 м.